# Trachylepis nganghae
Espèce
Trachylepis nganghae est une espèce de sauriens de la famille des Scincidae.

## Répartition
Cette espèce est endémique du Cameroun.

## Publication originale
- Ineich & Chirio, 2004 : L'archipel Afro-montagne et les affinités de son herpetofaune: description d'une espèce nouvelle indiquant des relations phylétiques entre le Camerun et l'Afrique de l'est (Lacertilia, Scincidae, genre Trachyleps). Bulletin de la Société zoologique de France, vol. 129, no 3, p. 317-331.